# Dilatation vaginale

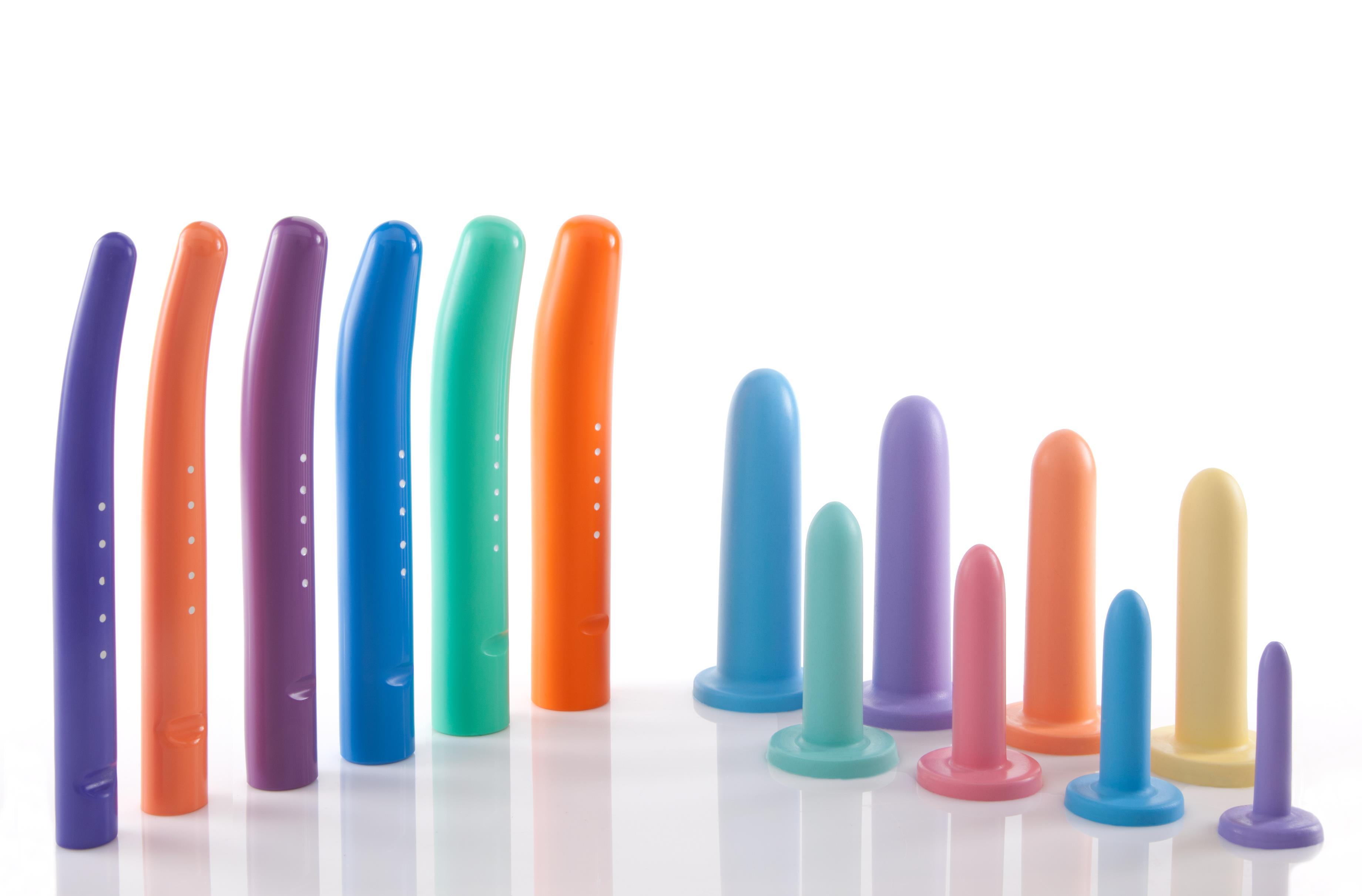
Deux sets de dilatateurs vaginaux, en plastique et en silicone.

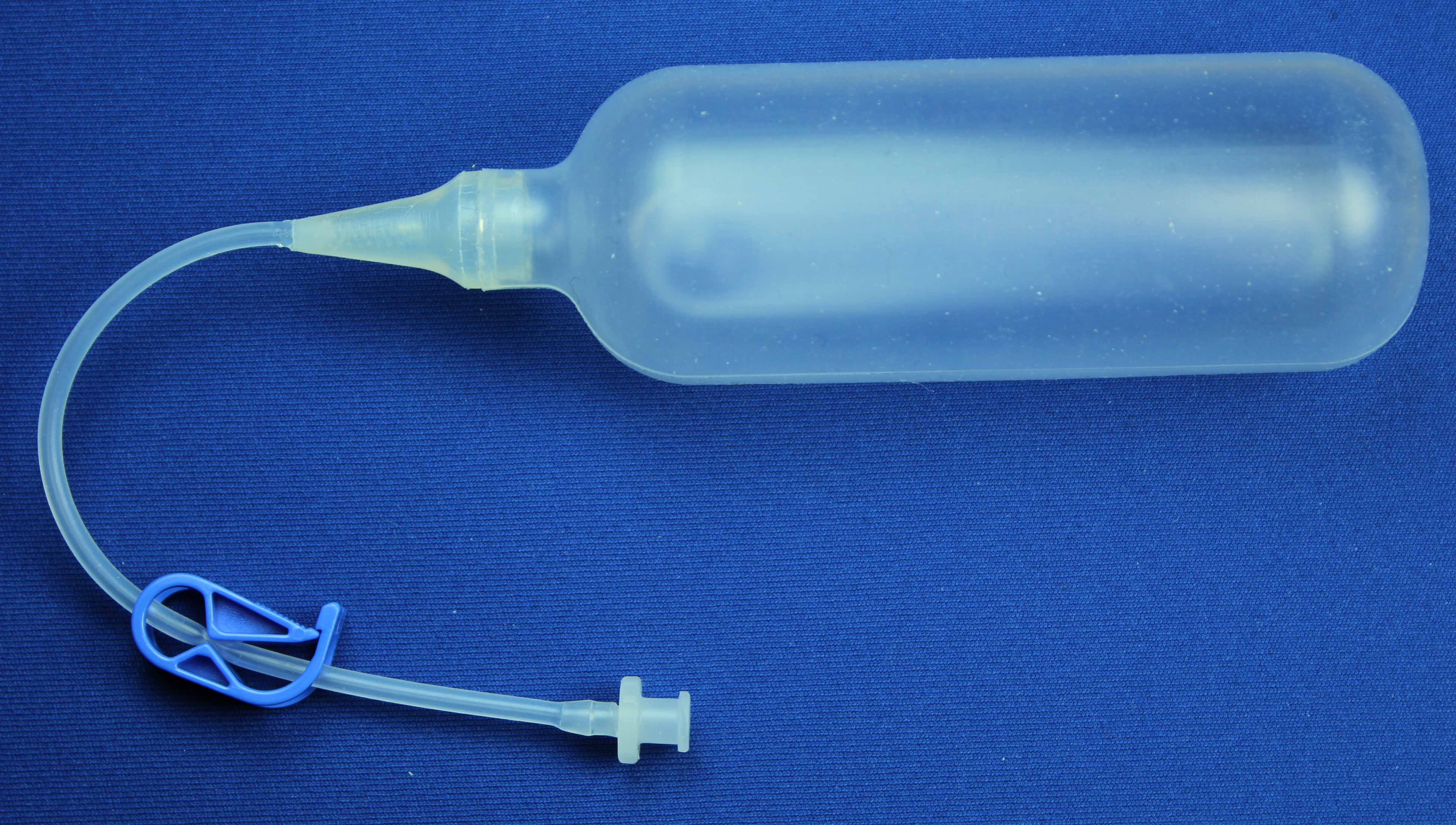
Un extenseur vaginal.

La dilatation vaginale est une thérapie qui consiste à insérer dans le vagin un dispositif médical nommé dilatateur, ou extenseur (stent vaginal)  afin de détendre les tissus de la cavité vaginale dans le cadre de la prise en charge des douleurs sexuelles (vaginisme, dyspareunie, vulvodynie), et pour allonger et élargir le vagin dans le cadre de la prise en charge de l'atrésie vaginale. La dilatation vaginale est également utilisée par les personnes ayant réalisé une vaginoplastie, dans le cadre d’une néoplasie, une atrésie vaginale ou une chirurgie de réassignation sexuelle accompagnée d'une vaginoplastie.

## Dilatateur vaginal
Un dilatateur vaginal ou (« bougie vaginale ») est un dispositif médical de forme oblongue. Les dilatateurs sont généralement associés en plusieurs tailles et diamètres, utilisés de manière successives au cours du traitement afin d'étirer et de détendre progressivement les parois vaginales. Les matières employées sont notamment le plastique et le silicone. Certains modèles sont également vibrants.
Les dilatateurs doivent être nettoyés après usage avec de l'eau savonneuse, avant d'être soigneusement essuyés.

## Extenseur, endoprothèse vaginale (stent vaginal)
Un extenseur ou stent vaginal est un dispositif médical. Il s’agit d’un ballon gonflable de la longueur et du diamètre d’un vagin. Il est disponible en plusieurs tailles, et fait de silicone. Il est introduit dégonflé dans le vagin puis gonflé au diamètre requis.

## Indications thérapeutiques
La dilatation vaginale est utilisée dans la prise en charge d'une grande variété de cas : dyspareunie, hypertonicité du plancher pelvien, vaginisme, vestibulodynie, atrophie et agénèse vaginale, dermatose vulvaire, adhésions vaginales consécutives à un traitement par radiation (curiethérapie).
Dans le cadre du traitement des douleurs pendant les rapports sexuels, l'usage de dilatateurs vaginaux ou des extenseurs gonflables a pour objectif de réduire l'anxiété et d'améliorer la relaxation des muscles du plancher pelvien, en agissant selon le principe de désensibilisation en brisant le cercle douleur-peur-contraction musculaire réflexe.
Lors de traitement consécutifs à des radiothérapies et des curiethérapies intravaginales, la dilatation vaginale est utilisée pour éviter la sténose vaginale (rétrécissement du vagin par rapprochement de ses parois), son rétrécissement et sa fibrose.

## Usage
Avec les bougies vaginales, la personne débute avec la plus petite taille de dilatateur, puis augmente au cours du traitement progressivement leur taille jusqu'à arriver au plus grand des dilatateurs de son ensemble. Les exercices peuvent être accompagnés d'exercices de respiration afin de détendre les muscles du plancher pelvien. Les exercices ne doivent ni provoquer douleur ni saignement. Les dilatations avec ce type de dilatateur rigide doivent être faites prudemment car des perforations vaginales ont été rapportés, notamment sur des vagins irradiés ou avec traumatisme de l’urètre.
L’extenseur gonflable ou stent vaginal est utilisé au cours d’une vaginoplastie pour construire le vagin puis, maintenu gonflé dans le vagin, il maintient la paroi vaginale contre la paroi pelvienne afin de favoriser l’apparition d’une néo-vascularisation microscopique vaginale tout en empêchant la création d’un hématome,. Après la vaginoplastie et en cas de risque de sténose vaginale, l’extenseur ou stent vaginal peut-être utilisé régulièrement pour prévenir toutes rétractions vaginales post-opératoires. Il est introduit dégonflé dans le vagin et gonflé au diamètre voulu.
Il n'existe pas de consensus sur la fréquence et la durée d'utilisation des dilatateurs vaginaux.
L'utilisation de dilatateurs vaginaux peut être suffisante pour une guérison, statuée par le fait que la personne peut avoir des rapports sexuels qu'elle estime confortables. Elle peut être accompagnée d'une prise en charge psychologie (psychothérapie, sexothérapie), de kinésithérapie. Des relaxants intravaginaux, une thérapie par administration locale d’œstrogène, des produits hydratants et lubrifiants peuvent également être employés afin de faciliter le traitement.